# Коран (Вар)
Коран (фр. Correns) насеље је и општина у Француској у региону Прованса-Алпи-Азурна обала, у департману Вар која припада префектури Брињол.
По подацима из 2011. године у општини је живело 867 становника, а густина насељености је износила 23,39 становника/km². Општина се простире на површини од 37,06 km². Налази се на средњој надморској висини од 152 метара (максималној 561 m, а минималној 139 m).

## Демографија
| 1962. | 1968. | 1975. | 1982. | 1990. | 1999. | 2011. |
| ----- | ----- | ----- | ----- | ----- | ----- | ----- |
| 452   | 462   | 414   | 521   | 569   | 661   | 867   |

График промене броја становника у току последњих година